# Pandémie de Covid-19 au Monténégro
La pandémie de Covid-19 au Monténégro voit le premier cas confirmé le 17 mars 2020,, ce qui en fait le dernier pays européen à enregistrer un cas de SARS-CoV-2.
À la date du 17 septembre 2022, le bilan est de 2 779 morts.

## Contexte
Le 12 janvier 2020, l'Organisation mondiale de la santé (OMS) a confirmé qu'un nouveau coronavirus était à l'origine d'une maladie respiratoire chez un groupe de personnes de la ville de Wuhan, dans la province du Hubei, en Chine, qui a été signalée à l'OMS le 31 décembre 2019,.
Le taux de létalité lié à la Covid-19 a été beaucoup plus faible que le SRAS de 2003, mais la transmission a été significativement plus élevée, avec un nombre total de décès important.

## Chronologie

### Mars 2020
Au 4 mai 2020, le nombre total de cas au Monténégro est de 324.
Le 17 mars, le Monténégro a confirmé ses trois premiers cas de Covid-19, une femme née en 1948 et 1973, un homme né en 1963 dont deux dans la capitale Podgorica, l'autre à Ulcinj. L'un des deux premiers cas est arrivé 12 jours plus tôt des États-Unis. Les deux autres sont arrivés 5 jours plus tôt d'Espagne et étaient sous surveillance médicale.
Le 18 mars, 6 autres cas ont été confirmés. L'un d'eux n'avait aucun lien avec les deux cas de la veille.
Le 19 mars, 2 autres cas ont été confirmés, portant à 10 le nombre de personnes infectées dans le pays. Plus tard dans la journée, trois autres cas ont été confirmés, portant le nombre de personnes infectées dans le pays à 13.
Le 20 mars, le 14e cas a été identifié à Herceg Novi.
Le 21 mars, 2 nouveaux cas ont été confirmés.
Le 22 mars, six nouveaux cas ont été confirmés. L'un de ces cas, un homme qui avait voyagé il y a plusieurs jours de la Serbie, âgé de 65 ans, est décédé un jour après son admission à l'hôpital, devenant ainsi le premier cas mortel du pays.
Le 23 mars, cinq nouveaux cas ont été confirmés.
Le 24 mars, 18 nouveaux cas ont été confirmés. Comme 15 des nouveaux cas ont été enregistrés à Tuzi, le gouvernement a imposé un verrouillage complet à Tuzi. Tuzi est la première municipalité du Monténégro à être totalement bloquée pendant la pandémie, seuls les services essentiels étant autorisés à fonctionner. En une semaine (24 mars), 51 cas ont été signalés et après deux semaines, il y a eu au total 120 cas (31 mars). Les cas répertoriés comptent pour 18 % des cas signalés, 72 % des cas ont été infectés en raison du contact avec les cas primaires, tandis que l'origine de l'infection des 10 % restants n'est pas certaine. Le gouvernement du Monténégro estime que le pays a besoin de 59,2 millions d'euros de secours privés et internationaux pour résoudre les problèmes sanitaires, sociaux et économiques liés à la Covid-19. 68 jours après le signalement du premier cas de la Covid-19 dans le pays, le Monténégro devient le premier pays d'Europe à ne plus compter officiellement de cas actif de coronavirus sur son sol,.
Le 25 mars, six nouveaux cas ont été confirmés,.
Le 26 mars, 14 nouveaux cas ont été confirmés. Plus tard dans la journée, deux autres cas ont été confirmés, tandis que 6 258 personnes étaient sous contrôle médical.
Le 27 mars à 7h45, un autre cas a été confirmé. Plus tard dans la journée (17 h 45), cinq autres cas ont été confirmés, tous à Andrijevica, tandis que 6 278 personnes étaient sous contrôle médical. Plus tard dans la journée (21 h), sept autres cas ont été confirmés, 4 à Tuzi et 3 à Bar.
Le 28 mars, deux nouveaux cas ont été confirmés, chacun à Tivat et à Podgorica.
Le 29 mars, un nouveau cas a été confirmé.
Le 30 mars, 6 nouveaux cas ont été confirmés.
Le 31 mars, 18 nouveaux cas ont été confirmés.

### Avril 2020
Le 1er avril, 14 nouveaux cas ont été confirmés.
Le 2 avril, 7 nouveaux cas ont été confirmés[réf. nécessaire].
Le 3 avril, le premier rétablissement a été signalé, un homme de 46 ans originaire de Bar[réf. nécessaire].

### Mai 2020
Les derniers cas actifs de la Covid-19 sont déclarés guéris le 24 mai 2020.
Au 15 juillet 2020, un total de 28 219 tests ont été effectués au Monténégro pour la Covid-19 (44 792 tests par million d'habitants).

## Conséquences économiques
Le Monténégro a enregistré en 2020 une récession de plus de 12 %, l’économie du pays étant très dépendante de l’activité touristique.

## Statistiques

Nombre de cas au Monténégro depuis le début de l'épidémie.

Nombre de morts au Monténégro depuis le début de l'épidémie.